# バルセロナ＝エル・プラット空港
バルセロナ＝エル・プラット空港（バルセロナ＝エル・プラットくうこう、スペイン語: Aeropuerto de Barcelona-El Prat、英語: Barcelona-El Prat Airport）は、スペインのカタルーニャ州バルセロナ近郊にある国際空港である。

## 概要
バルセロナ中心部から12km南西にあり、自治体としてはアル・プラ・ダ・リュブラガート、ビラダカンス、サン・ボイ・ダ・リュブラガートにまたがっている。ヨーロッパ圏内路線が大半を占め、大陸間路線の発着は少ない。スペインではアドルフォ・スアレス・マドリード＝バラハス空港に次いで2番目に利用者が多い。ブエリング航空やライアンエアーなどの格安航空会社による積極的な乗り入れが行われており、エア・ヨーロッパのように、中南米の大半を占めるスペイン語圏諸国との間で大西洋縦断路線を運航する例も増えている為、近年利用者数は増加傾向にある。2014年には3,750万人（前年から6.7%増加）の旅客を取り扱い、過去最高記録を更新した。
かつてはマドリードの空港との間で「空の架け橋」（スペイン語: Puente Aéreo, カタルーニャ語: Pont Aeri）と呼ばれるシャトル便が運行されていた。便数の観点では2008年までは世界でもっとも忙しい航路であり、2007年には971便/週が運航された。2008年2月には両都市間を2時間30分で結ぶ高速鉄道AVEの路線が開通し、「空の架け橋」に代わって急速に人気を得たため、「空の架け橋」の便数は減らされた。

## 歴史
バルセロナ初の飛行場は現在のエル・プラット空港より約4km西のビラダカンスにあり、このアル・レムラール(El Remolar)飛行場が操業を開始したのは1916年のことである。しかし、アル・レムラール飛行場は拡張の見通しが立たなかったため、1918年にはアル・プラド・ダ・リュブラガットにエル・プラット空港がオープンした。初めて発着陸を行った航空機はフランスのトゥールーズから飛来したラテコエール・Salmson300であり、この便の最終目的地はモロッコのカサブランカだった。この空港はカタルーニャ飛行クラブの本部として使用され、スペイン海軍の硬式飛行船であるツェッペリンの基地としても使用された。商業サービスの開始は1927年のことであり、イベリア航空のマドリード＝クアトロ・ビエントス空港便だった。エル・プラット空港＝クアトロ・ビエントス空港便はイベリア航空が初めて就航させた航路である。スペイン第二共和政期、エル・プラット空港はスペイン郵便航空(LAPE)の基地のひとつとなった。
1948年には現在の07-25滑走路に当たる滑走路が建設された。同年にはパンアメリカン航空が大型プロペラ旅客機のロッキード コンステレーションで、エル・プラット空港初の国際便であるニューヨーク便を開設した。1948年から1952年には1本目の滑走路と垂直方向に、現在の16-34滑走路に当たる2本目の滑走路が建設された。さらに誘導路も建設され、旅客を収容する空港ターミナルビルも完成した。1963年には年間の旅客数が100万人に到達した。この時期には管制塔やエプロンが建設され、既存のターミナルが拡張された。1968年には新ターミナルがオープンし、今日でもターミナル2Bとして現役で使用されている。現代化の過程で航空無線装置が設置された。
1970年8月3日、パンアメリカン航空は同年に運用が開始されたばかりの超大型旅客機ボーイング747でバルセロナ＝リスボン＝ニューヨークを結ぶ定期便を開設した。同年11月4日にはイベリア航空がマドリード＝バラハス空港との間で「空の架け橋」(Puente Aéreo)の運行を開始した。数年後の1976年にはイベリア航空の「空の架け橋」専用のターミナルが建設された。1977年には年間500万人以上の旅客を取り扱った。
1970年代末から1990年代初頭にかけて、エル・プラット空港の旅客数や空港に対する投資は停滞した。1992年のバルセロナオリンピック開催が決定すると、既存ターミナル（ターミナルB）の現代化や拡張からなる大規模な開発が行われ、ターミナルBの両脇にターミナルAとターミナルCという2つのターミナルが新設された。搭乗用通路が設置されたことで、乗客はターミナルから直に旅客機に乗り込めるようになった。これらの大改修は建築家のリカルド・ボフィルがデザインを担当した。バルセロナオリンピックが開催された1992年には旅客数が1,000万人を突破した。
2009年6月16日には新しいターミナル1が完成し、その面積は545,000m2にも及ぶ。今日運行される便の70%はターミナル1を使用している。ターミナルA、ターミナルB、ターミナルCは、それぞれターミナル2A、ターミナル2B、ターミナル2Cと名称を変更した。空港が所在するアル・プラド・ダ・リュブラガット市議会の要請を受けて、2011年6月6日には空港の名称が公式にバルセロナ＝エル・プラット空港に変更された。かつてはスパンエアーが本空港をハブ空港としていたが、スパンエアーは2012年1月27日に運航を停止した。2014年2月1日にはエミレーツ航空が超大型旅客機のエアバスA380によるドバイ国際空港便を開設し、エル・プラット空港はエアバスA380が毎日運航するスペイン初の空港となった。

## 施設
現在の第1ターミナルは新たに建築されたもので、2009年6月16日に供用を開始した。当空港を発着する便のうち、およそ7割が第1ターミナルを使用する。以前ターミナルA、B、Cであったターミナルは、現在は、それぞれ第2ターミナルのターミナル2A、2B、2Cとなっている。
ターミナルビルの設計は、いずれもリカルド・ボフィルが担当している。

### 第1ターミナル
2009年6月16日供用開始。ターミナルのフロア面積は548,000m²、エプロンの面積は600,000m²。主に、各国のフルサービスキャリアと、LCCを含むスペインの全航空会社が利用している。

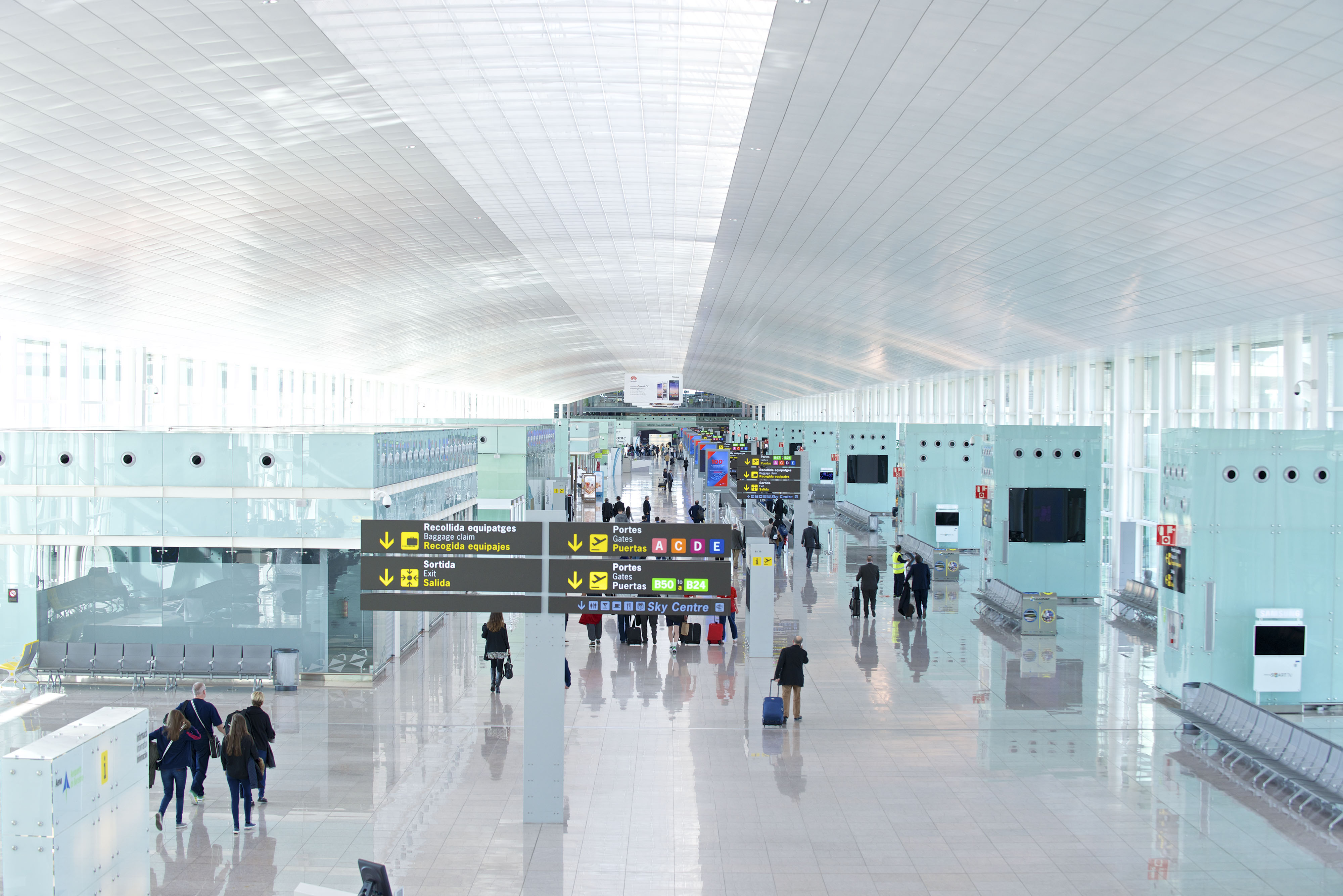
出発コンコース
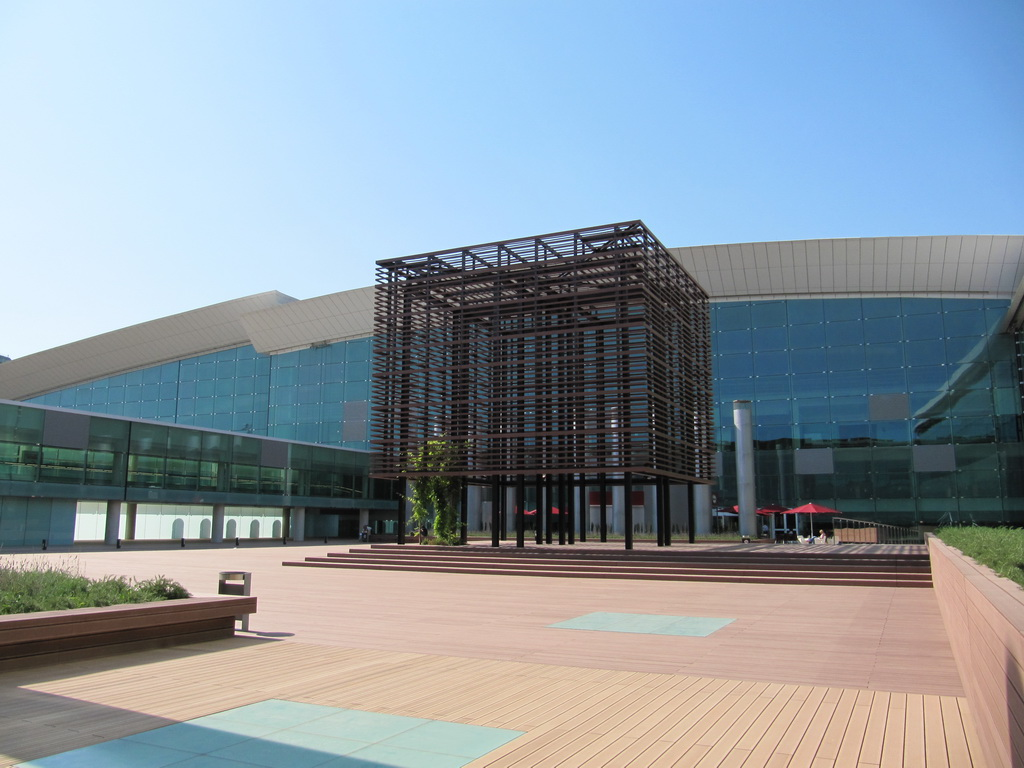
屋上デッキ

### 第2ターミナル
旧ターミナルであり、A～Cの3つに分かれている。1992年のバルセロナオリンピック開催に合わせて改修されている。第1ターミナル開業後に使用料の値下げを行い、現在は主にLCCやチャーター便に使われている。
ターミナル2Cはイージージェットとイージージェット・スイスのチェックインエリア、ターミナル2Bはそれ以外の航空会社のチェックインエリアおよび到着エリア、ターミナル2Aは到着専用ターミナルとなっている。制限エリア内は、2Aから2Cまで出発ゲートが並んでいる。

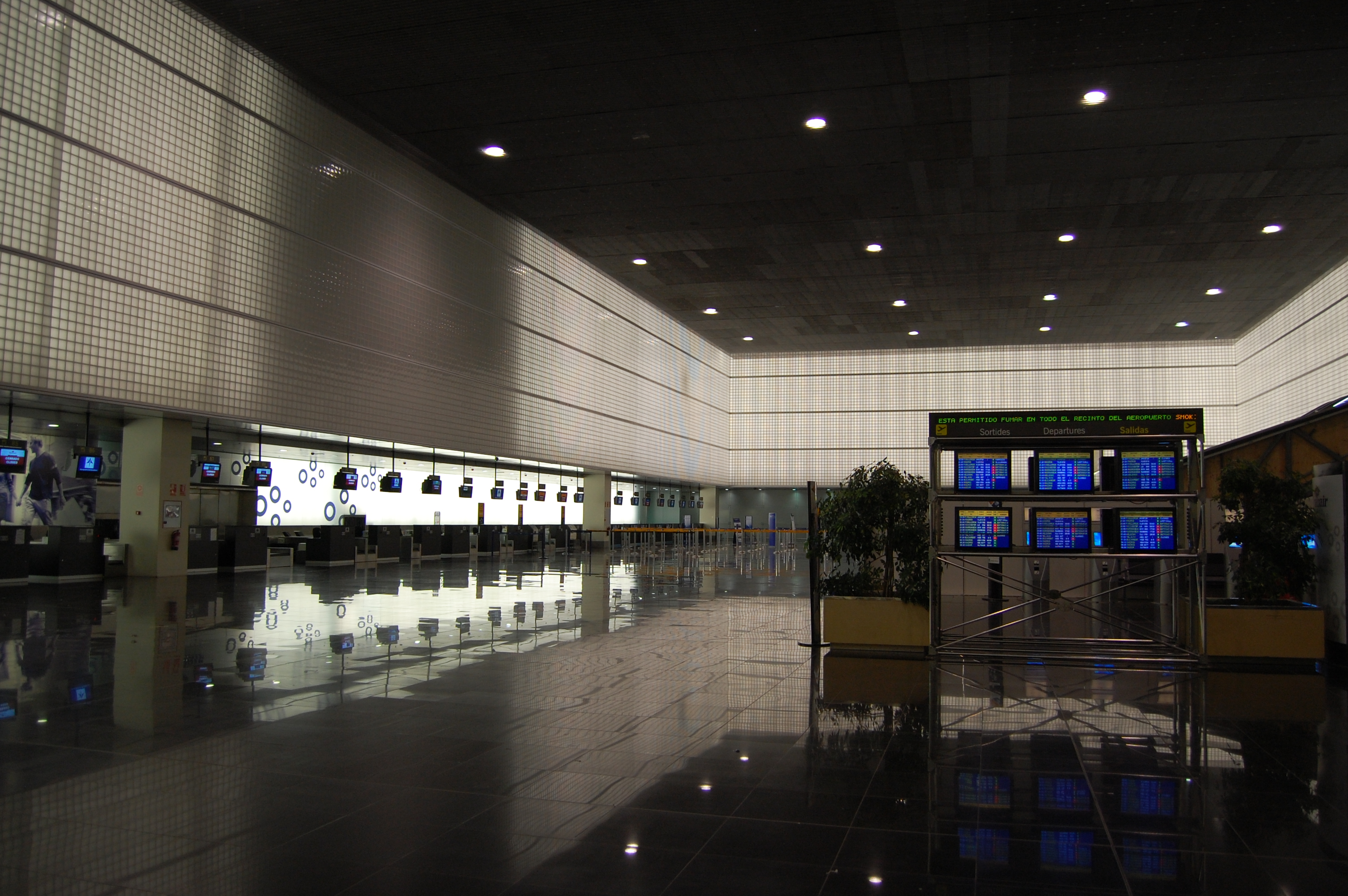
チェックインエリア
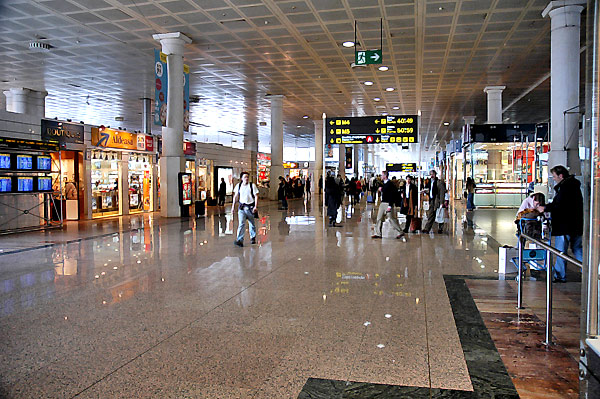
制限エリア
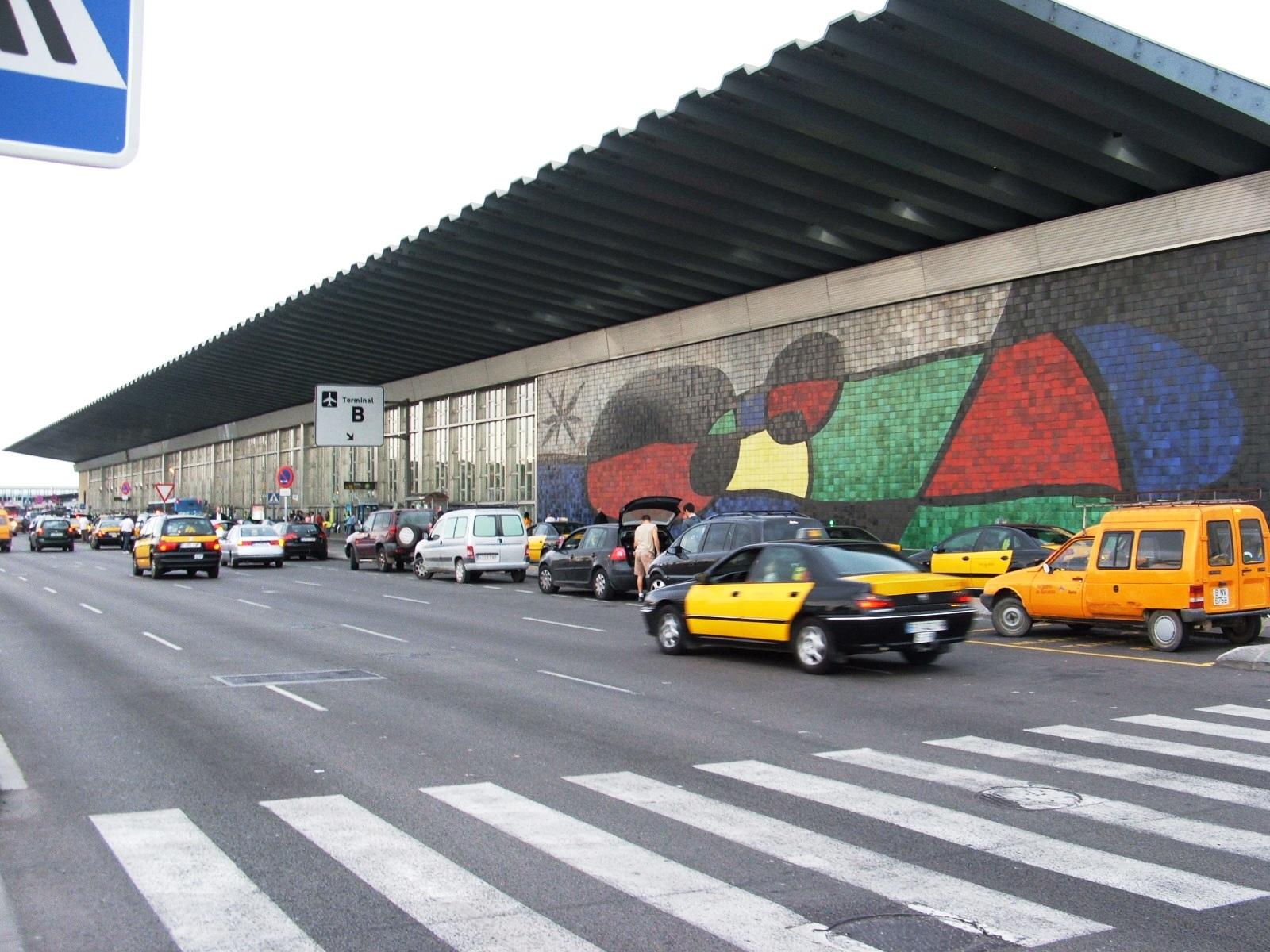
ミロによるターミナル2Bの壁画

## 就航路線
2025年8月現在、以下の路線が運航中。
- なお、表中の記号は以下の航空連合を示す。
  - ○:ワン・ワールド
  - ☆:スターアライアンス
  - △:スカイチーム

| 航空会社                 | 就航地                                               |
| ------------------------ | ---------------------------------------------------- |
| イベリア航空○            |                                                      |
| イベリア・エクスプレス○  |                                                      |
| ブエリング航空           |                                                      |
| レベル                   |                                                      |
| エア・ヨーロッパ△        |                                                      |
| TAPポルトガル航空☆       |                                                      |
| ライアンエアー           |                                                      |
| KLMオランダ航空△         | アムステルダム                                       |
| トランサヴィア           | アムステルダム                                       |
| ルフトハンザ・シティ航空 | ミュンヘン                                           |
| ユーロウィングス         | シュトゥットガルト、ケルン、デュッセルドルフ         |
| ジャーマン・エアウェイズ |                                                      |
| スマートウィングズ       | ブルノ                                               |
| ウィズエアー             | ブカレスト、ワルシャワ、クラクフ、ウィーン、ティラナ |
| デルタ航空△              | ニューヨーク/JFK                                     |
| アメリカン航空○          | ニューヨーク/JFK、マイアミ                           |
| ユナイテッド航空☆        | ワシントン/IAD                                       |
| エア・カナダ☆            | モントリオール                                       |
| アビアンカ航空☆          | ボゴタ                                               |
| エミレーツ航空           | ドバイ                                               |
| エティハド航空           | アブダビ                                             |
| カタール航空○            | ドーハ                                               |
| 中国国際航空☆            | 上海/浦東、北京/首都                                 |

### 貨物航空会社
| 航空会社                   | 就航地                                    |
| -------------------------- | ----------------------------------------- |
| アトラス航空               | ロサンゼルス                              |
| カーゴルックス航空         | 香港、ジッダ、ルクセンブルク              |
| DHLアビエーション          | ビトリア                                  |
| フェデックス・エクスプレス | パリ/CDG                                  |
| ルフトハンザ・カーゴ       | フランクフルト                            |
| スウィフトエア             | マドリード 季節運航: パルマ・デ・マヨルカ |
| スイス ワールドカーゴ      | チューリッヒ                              |
| ASL航空ベルギー            | ブリュッセル、リエージュ                  |
| UPS航空                    | ケルン・ボン、バレンシア                  |

## 統計

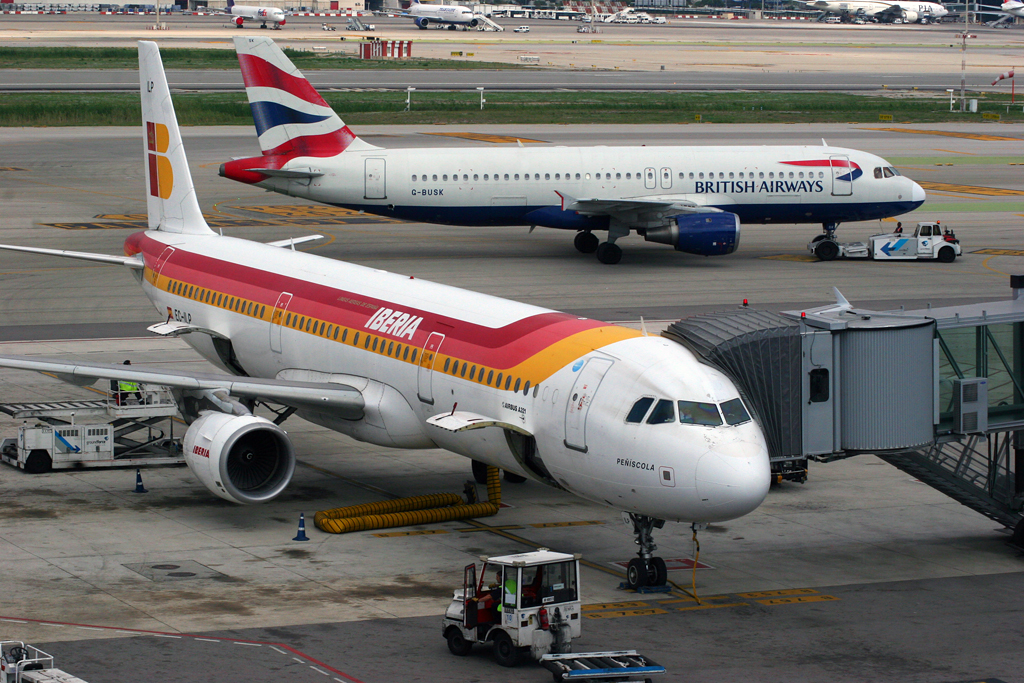
イベリア航空（エアバスA321-211）とブリティッシュ・エアウェイズ（エアバス A320-211）

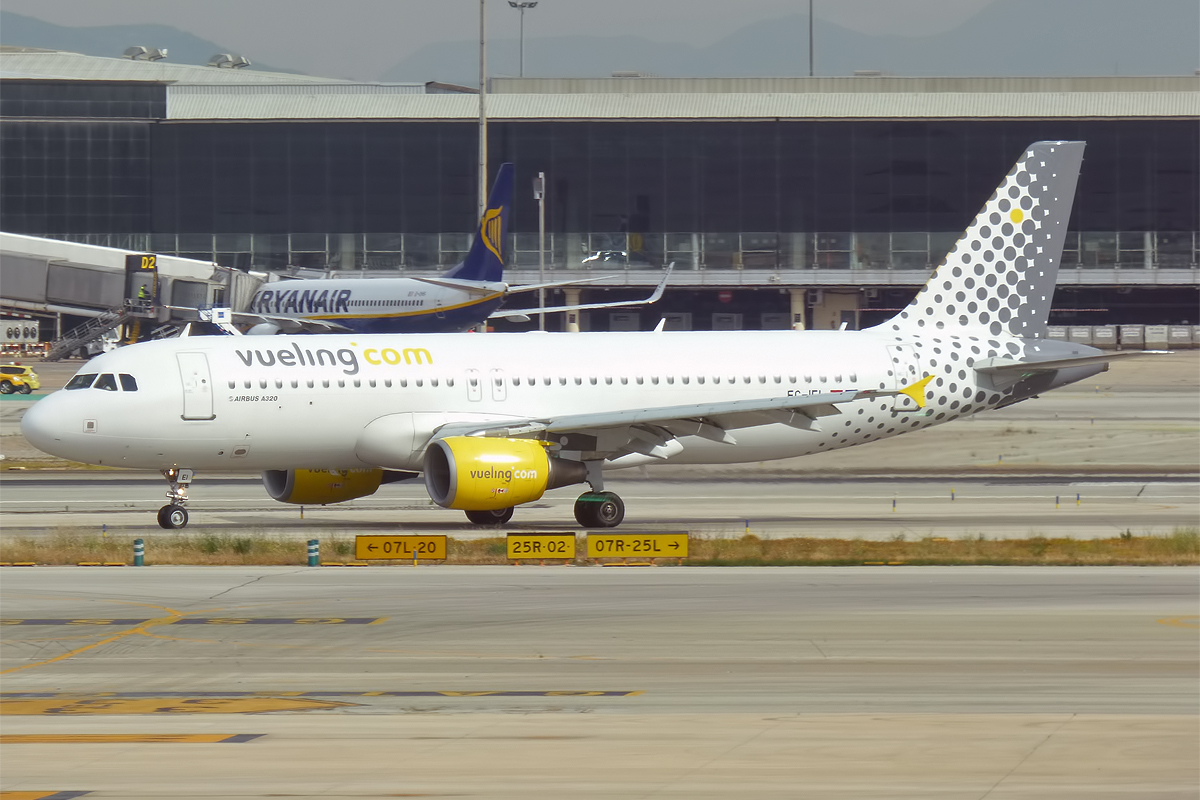
ブエリング航空（エアバスA320-214）

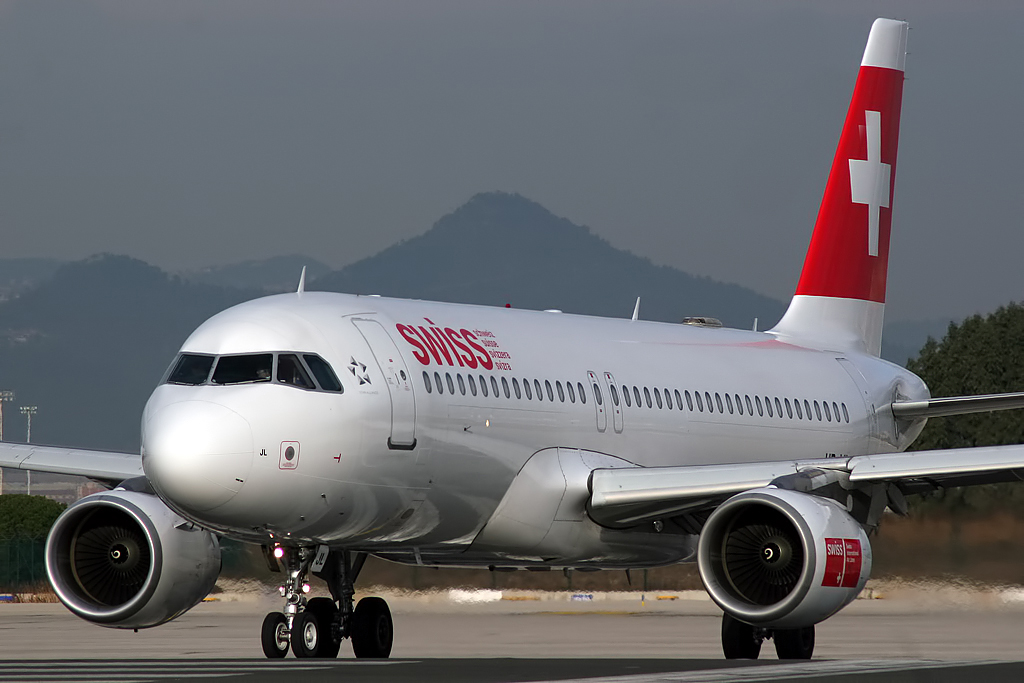
スイス インターナショナル エアラインズ（エアバスA320-214）

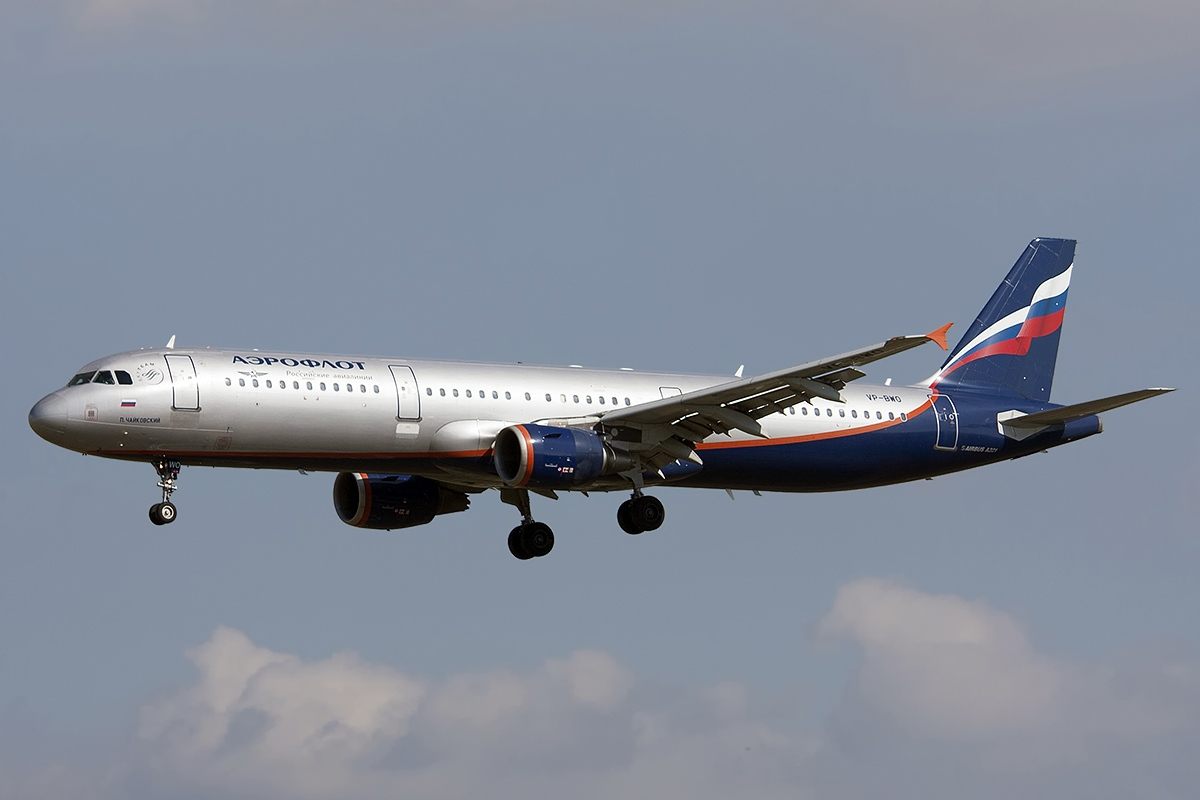
アエロフロート・ロシア航空（エアバスA321-211）

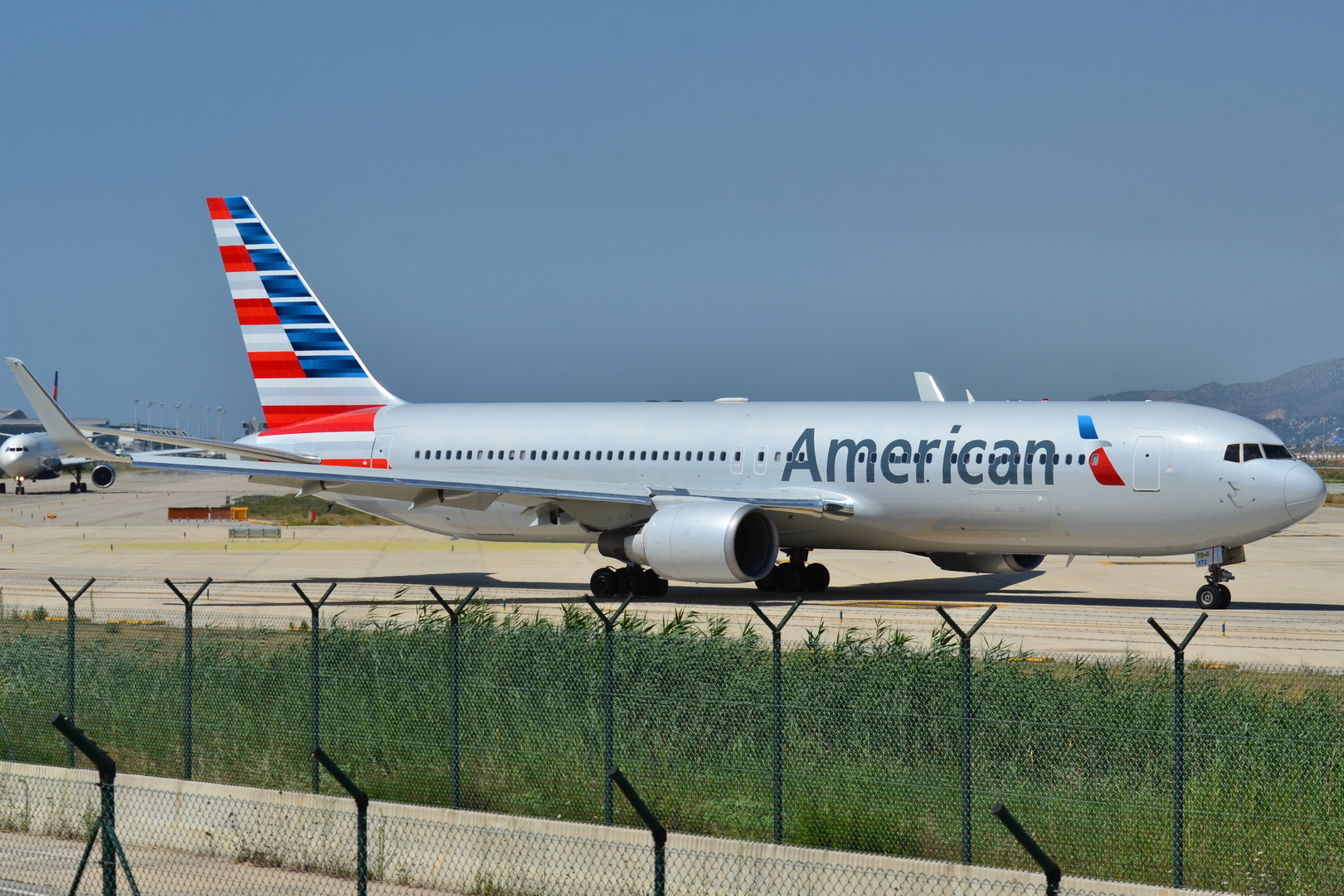
アメリカン航空（ボーイング767-300）

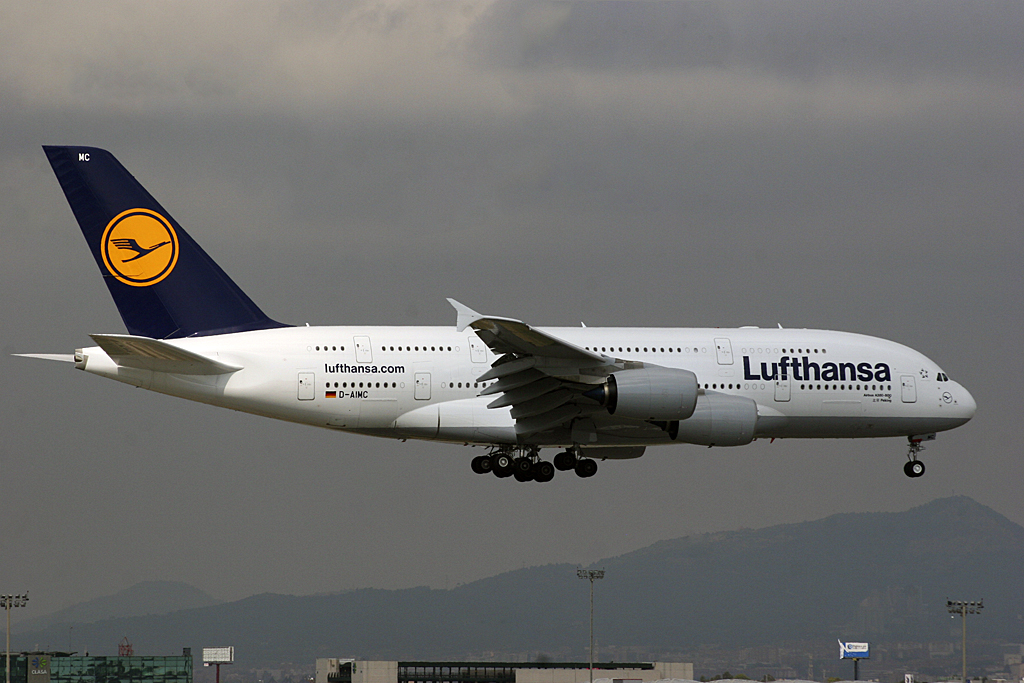
ルフトハンザドイツ航空（エアバスA380-841）

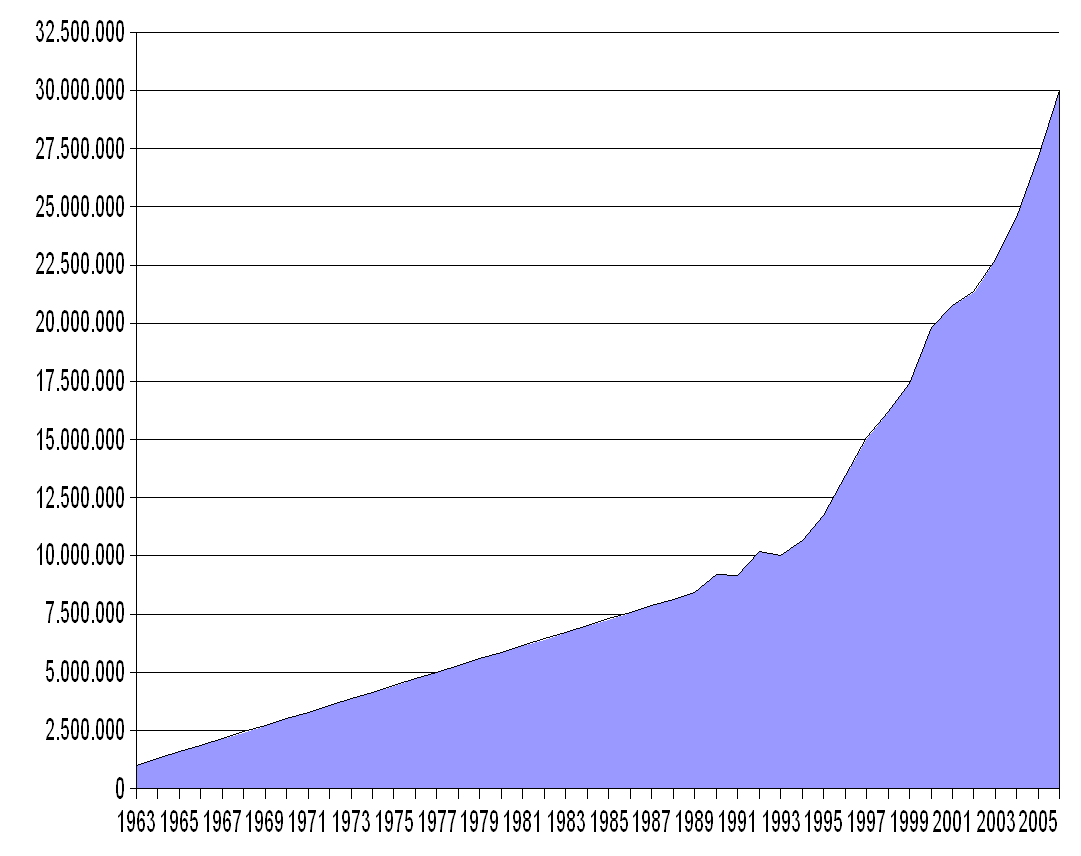
1963年から2006年までの旅客数推移グラフ

| 順位                    | 航空会社                               | 旅客数     | 就航地                                  |
| ----------------------- | -------------------------------------- | ---------- | --------------------------------------- |
| 1                       | ブエリング航空◎                        | 13,703,747 | ヨーロッパ、アフリカ、アジア            |
| 2                       | ライアンエアー◎                        | 4,760,426  | ヨーロッパ、アフリカ                    |
| 3                       | イージージェット◎                      | 2,358,293  | ヨーロッパ                              |
| 4                       | ルフトハンザドイツ航空                 | 1,421,438  | ドイツ (ミュンヘン、フランクフルト)     |
| 5                       | エア・ヨーロッパ◎                      | 1,205,736  | スペイン                                |
| 6                       | イベリア航空                           | 1,009,598  | スペイン (マドリード;シャトル便)        |
| 7                       | ノルウェー・エアシャトル◎              | 828,218    | ヨーロッパ                              |
| 8                       | ブリティッシュ・エアウェイズ           | 827,650    | イギリス (ロンドン)                     |
| 9                       | エールフランス                         | 721,159    | フランス (パリ)                         |
| 10                      | スイス インターナショナル エアラインズ | 653,317    | スイス (ジュネーヴ、チューリッヒ)       |
| 11                      | KLMオランダ航空                        | 575,127    | オランダ (アムステルダム)               |
| 12                      | ジャーマンウイングス◎                  | 523,653    | ドイツ                                  |
| 13                      | イージージェット・スイス◎              | 514,019    | スイス                                  |
| 14                      | ウィズエアー◎                          | 505,595    | ヨーロッパ                              |
| 15                      | トランサヴィア◎                        | 449,711    | オランダ                                |
| 16                      | TAP ポルトガル航空                     | 437,355    | ポルトガル                              |
| 17                      | アリタリア-イタリア航空                | 331,230    | イタリア                                |
| 18                      | エミレーツ航空                         | 321,258    | アラブ首長国連邦 (ドバイ)               |
| 19                      | ターキッシュ エアラインズ              | 320,523    | トルコ                                  |
| 20                      | アエロフロート・ロシア航空             | 288,546    | ロシア (モスクワ、サンクトペテルブルク) |
| 21                      | モナーク航空◎                          | 272,457    | イギリス                                |
| 22                      | アメリカン航空                         | 266,583    | アメリカ                                |
| 23                      | ブリュッセル航空◎                      | 252,734    | ベルギー (ブリュッセル)                 |
| 24                      | カタール航空                           | 233,039    | カタール (ドーハ)                       |
| 25                      | トランスアエロ航空                     | 224,585    | ロシア                                  |
| ◎は格安航空会社を示す。 |                                        |            |                                         |

| 順位 | 空港                           | 旅客数    | 運航会社                                                                                               |
| ---- | ------------------------------ | --------- | --- |
| 1    | ロンドン・ガトウィック空港     | 1.317.031 | ブリティッシュ・エアウェイズ、イージージェット、モナーク航空、ノルウェー・エアシャトル、ブエリング航空 |
| 2    | アムステルダム・スキポール空港 | 1.201.641 | KLMオランダ航空、トランサヴィア、ブエリング航空                                                        |
| 3    | パリ＝シャルル・ド・ゴール空港 | 1.200.217 | エールフランス、イージージェット、ブエリング航空                                                       |
| 4    | ローマ・フィウミチーノ空港     | 1.132.929 | アリタリア-イタリア航空、ライアンエアー、ブエリング航空                                                |
| 5    | フランクフルト空港             | 1.031.150 | ルフトハンザドイツ航空、ブエリング航空                                                                 |
| 6    | パリ＝オルリー空港             | 932.583   | トランサヴィア、ブエリング航空                                                                         |
| 7    | ブリュッセル空港               | 878.326   | ブリュッセル航空、ライアンエアー、ブエリング航空                                                       |
| 8    | ミュンヘン空港                 | 752.927   | ルフトハンザドイツ航空、ブエリング航空                                                                 |
| 9    | ロンドン・ヒースロー空港       | 661.421   | ブリティッシュ・エアウェイズ                                                                           |
| 10   | ミラノ・マルペンサ空港         | 633.349   | イージージェット、ブエリング航空                                                                       |
| 11   | チューリッヒ空港               | 604.331   | スイス インターナショナル エアラインズ、ブエリング航空                                                 |
| 12   | リスボン・ポルテラ空港         | 582.754   | ポルトガリア航空、TAP ポルトガル航空、ブエリング航空                                                   |
| 14   | ジュネーヴ空港                 | 510.015   | イージージェット・スイス、スイス インターナショナル エアラインズ、ブエリング航空                       |
| 15   | ロンドン・スタンステッド空港   | 468.213   | ライアンエアー                                                                                         |

| 年   | 人数       | %     | 年   | 人数       | %     |
| ---- | ---------- | ----- | ---- | ---------- | ----- |
| 1963 | 1,000,000  | -     | 1999 | 17,421,938 | +7.6  |
| 1977 | 5,000,000  | -     | 2000 | 19,809,567 | +13.8 |
| 1990 | 9,205,000  | -     | 2001 | 20,745,536 | +4.7  |
| 1991 | 9,145,000  | -0.7  | 2002 | 21,348,211 | +2.9  |
| 1992 | 10,196,000 | +11.5 | 2003 | 22,752,667 | +6.6  |
| 1993 | 9,999,000  | -2.0  | 2004 | 24,558,138 | +7.9  |
| 1994 | 10,647,285 | +6.5  | 2005 | 27,152,745 | +10.6 |
| 1995 | 11,727,814 | +10.1 | 2006 | 30,008,152 | +10.5 |
| 1996 | 13,434,679 | +14.6 | 2007 | 32,898,249 | +9.6  |
| 1997 | 15,065,724 | +12.1 | 2008 | 30,208,134 | -8.2  |
| 1998 | 16,194,805 | +7.3  | 2009 | 27,311,765 | -9.4  |
|      |            |       | 2010 | 29,209,595 | +6.5  |
|      |            |       | 2011 | 34,398,226 | +17.8 |
|      |            |       | 2012 | 35,144,503 | +2.2  |
|      |            |       | 2013 | 35,216,828 | +0.2  |
|      |            |       | 2014 | 37,559,044 | +6.7  |

| 年   | 便数    | %     |
| ---- | ------- | ----- |
| 1999 | 233,609 | -     |
| 2000 | 255,913 | +9.5  |
| 2001 | 273,119 | +6.3  |
| 2002 | 271,023 | -0.8  |
| 2003 | 282,021 | +4.1  |
| 2004 | 291,369 | +3.3  |
| 2005 | 307,798 | +5.6  |
| 2006 | 327,636 | +6.4  |
| 2007 | 352,501 | +7.6  |
| 2008 | 321,491 | -8.8  |
| 2009 | 278,965 | -13.3 |
| 2010 | 277,832 | -0.4  |
| 2011 | 303,054 | +9.1  |
| 2012 | 290,004 | -4.3  |
| 2013 | 276,497 | -4,7  |
| 2014 | 283,850 | +2,7  |

| 年   | トン    | %     |
| ---- | ------- | ----- |
| 1999 | 88,217  | -     |
| 2000 | 88,269  | +2.4  |
| 2001 | 81,882  | -7.8  |
| 2002 | 75,905  | -7.3  |
| 2003 | 70,118  | -7.6  |
| 2004 | 84,985  | +21.2 |
| 2005 | 90,446  | +6.4  |
| 2006 | 93,404  | +3.3  |
| 2007 | 96,770  | +3.6  |
| 2008 | 104,329 | +7.7  |
| 2009 | 89,813  | -13.6 |
| 2010 | 104,279 | +16.1 |
| 2011 | 96,572  | -7.4  |
| 2012 | 96,522  | -0.1  |
| 2013 | 100,288 | +3.9  |
| 2014 | 102,692 | +2.4  |

## 事故等
- 2015年3月24日 - ジャーマンウイングス9525便墜落事故

午前10時頃（日本時間同日夜）、デュッセルドルフ空港行きジャーマンウィングス9525便が当空港を離陸してから8分後に急降下し、フランス南部バルスロネット付近のアルプス山脈にある山岳地帯へ墜落、日本人2名を含む150名が死亡した。

## 空港へのアクセス

### 鉄道
- 第2ターミナルにはアエロポルトT2駅（英語版、カタルーニャ語版）があり、バルセロナ・サンツ駅、サント・セロニ、マカネト＝マサネスより鉄道（セルカニアス バルセロナ：R2Nord）により30分間隔で運行している。第1ターミナルとは、無料のシャトルバスで連絡している 。
- 2016年2月12日にバルセロナ地下鉄9号線南部区間 (L9S) が開業し、アエロポルトT1駅及びアエロポルトT2駅（英語版、カタルーニャ語版）が設けられた。[16]

### バス
- カタルーニャ広場およびスペイン広場よりエアポートバス。
- 各地（コスタ・ドラダ（サラウ、タラゴナ、レウス）、アル・バンドレイ、バレンシア、ブラナス、カダケス、フィゲラス、アンドラ、リェイダ、アラン谷）よりエアポートバス。
- スペイン広場より46番の路線バス。
- サン・ジュアン・ダスピ、アル・プラ・ダ・リュブラガート、カステルデフェルスより路線バス。